# NGC 192
NGC 192 (również PGC 2352, UGC 401 lub HCG 7A) – galaktyka spiralna z poprzeczką (SBa), znajdująca się w gwiazdozbiorze Wieloryba. Została odkryta 28 grudnia 1790 roku przez Williama Herschela. Galaktyka ta należy do zwartej grupy galaktyk Hickson 7 (HCG 7).